# Tom Goegebuer
Tom Richard Goegebuer (Gante, 27 de marzo de 1975) es un deportista belga que compitió en halterofilia. Ganó cuatro medallas en el Campeonato Europeo de Halterofilia entre los años 2008 y 2013.

## Palmarés internacional
| Campeonato Europeo | Campeonato Europeo          | Campeonato Europeo | Campeonato Europeo |
| Año                | Lugar                       | Medalla            | Categoría          |
| ------------------ | --------------------------- | ------------------ | ------------------ |
| 2008               | Lignano Sabbiadoro (Italia) | Medalla de plata   | 56 kg              |
| 2009               | Bucarest (Rumania)          | Medalla de oro     | 56 kg              |
| 2010               | Minsk (Bielorrusia)         | Medalla de bronce  | 56 kg              |
| 2013               | Tirana (Albania)            | Medalla de bronce  | 56 kg              |